# Infanta (Pangasinan)
Infanta é um município de  terceira classe de renda municipal (d) na província Pangasinan, nas Filipinas. De acordo com o censo de 1 de maio  de  2020 possui uma população de 26 242 pessoas e 6 460 domicílios.